# Jan II van Dreux
Jan II van Dreux bijgenaamd de Goede (circa 1265 - 1309) was van 1282 tot aan zijn dood graaf van Dreux en Braine. Hij behoorde tot het huis Dreux-Bretagne.

## Levensloop
Jan II was de oudste zoon van graaf Robert IV van Dreux en gravin Beatrix van Montfort. In 1282 volgde hij zijn vader op als graaf van Dreux en Braine.
Hij nam deel aan de oorlog die koning Filips IV van Frankrijk voerde tegen het graafschap Vlaanderen. In het leger van graaf Robert II van Artesië nam hij deel aan de veroveringen van Kassel, Béthune en Rijsel en op 20 augustus 1297 nam hij deel aan de zegerijke slag bij Veurne tegen de troepen van Willem van Gulik. Op 11 juli 1302 vocht hij in de Guldensporenslag, waarbij het Franse leger onverwacht verslagen werd. In 1304 streed hij eveneens in de Slag bij Pevelenberg, waarbij het Franse leger zegevierde. Vervolgens werkte hij mee aan de vredesonderhandelingen met Vlaanderen.
In 1309 stierf Jan II, waarna hij werd bijgezet in de Abdij van Longchamp nabij Parijs.

## Huwelijken en nakomelingen
In 1292 huwde Jan met Johanna van Montpensier (overleden in 1308), dochter en erfgename van heer Humbert II van Montpensier. Door het huwelijk kwam hij in het bezit van de heerlijkheid Montpensier. Ze kregen volgende kinderen:
- Robert V (1293-1329), graaf van Dreux
- Jan III (1295-1331), graaf van Dreux
- Peter (1298-1345), graaf van Dreux

In 1308 huwde hij met zijn tweede echtgenote Perenella van Sully (overleden in 1336), dochter van heer Hendrik III van Sully. Ze kregen een dochter:
- Johanna II (1309-1355), gravin van Dreux, huwde met burggraaf Lodewijk van Thouars.